# S-Printing Horse

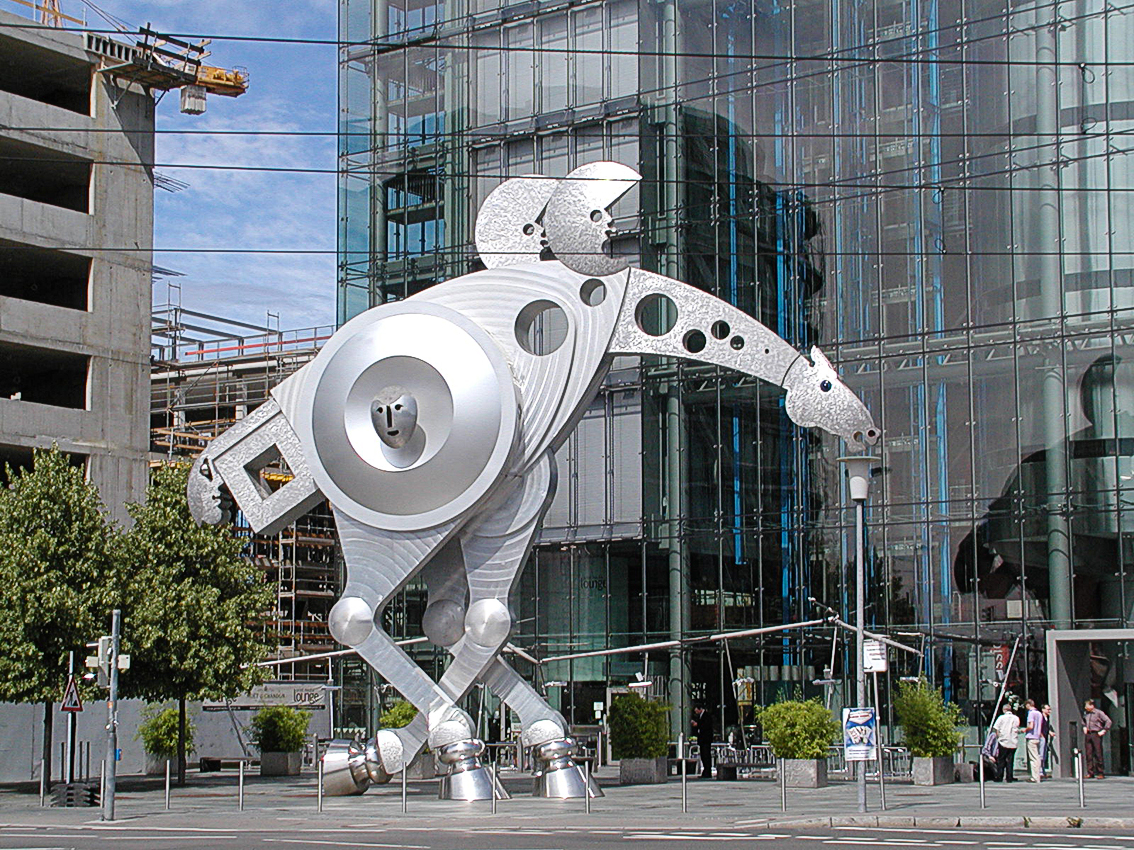
Das S-Printing Horse vor der Print Media Academy

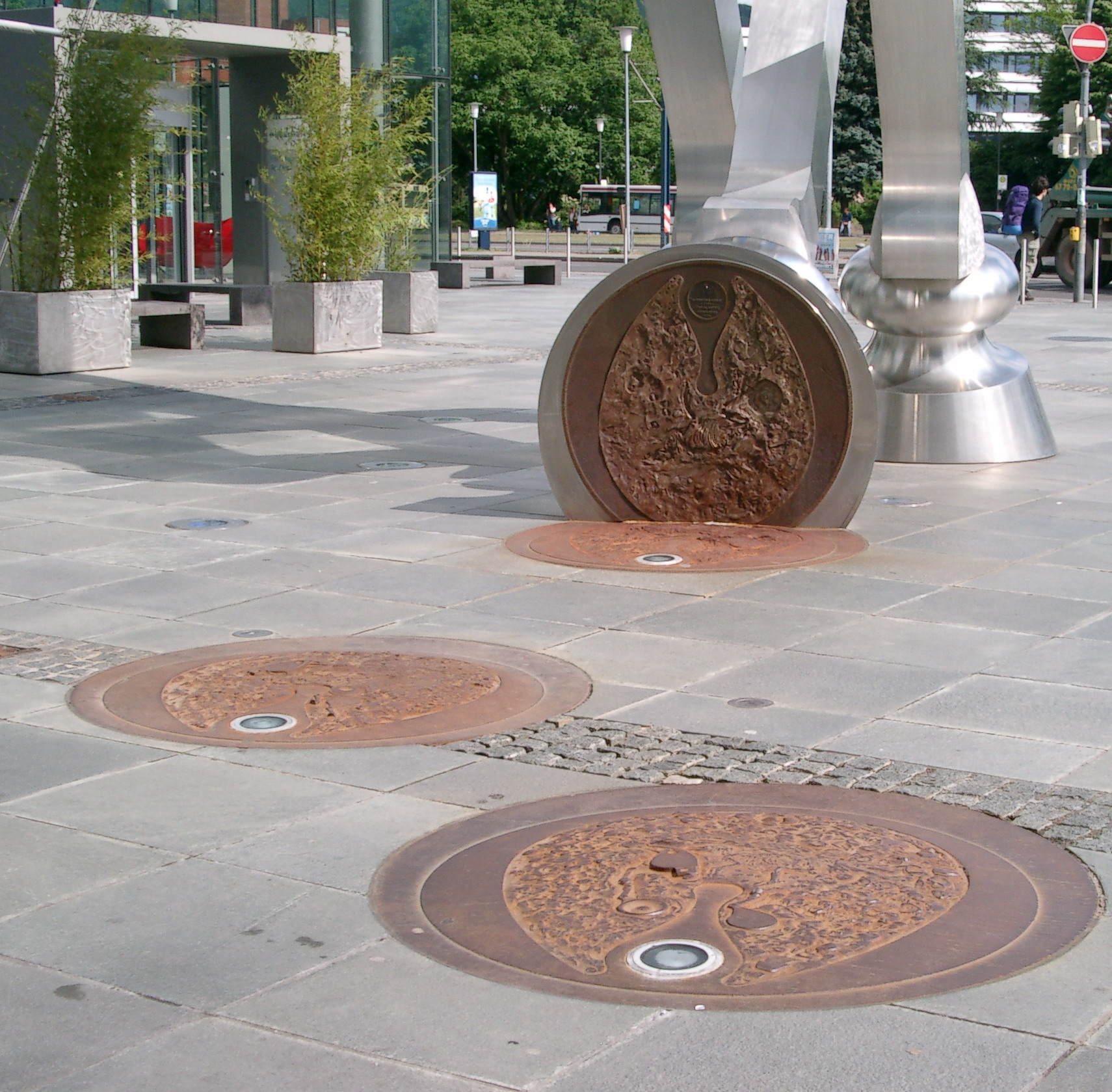
Hufabdrücke des S-Printing Horse

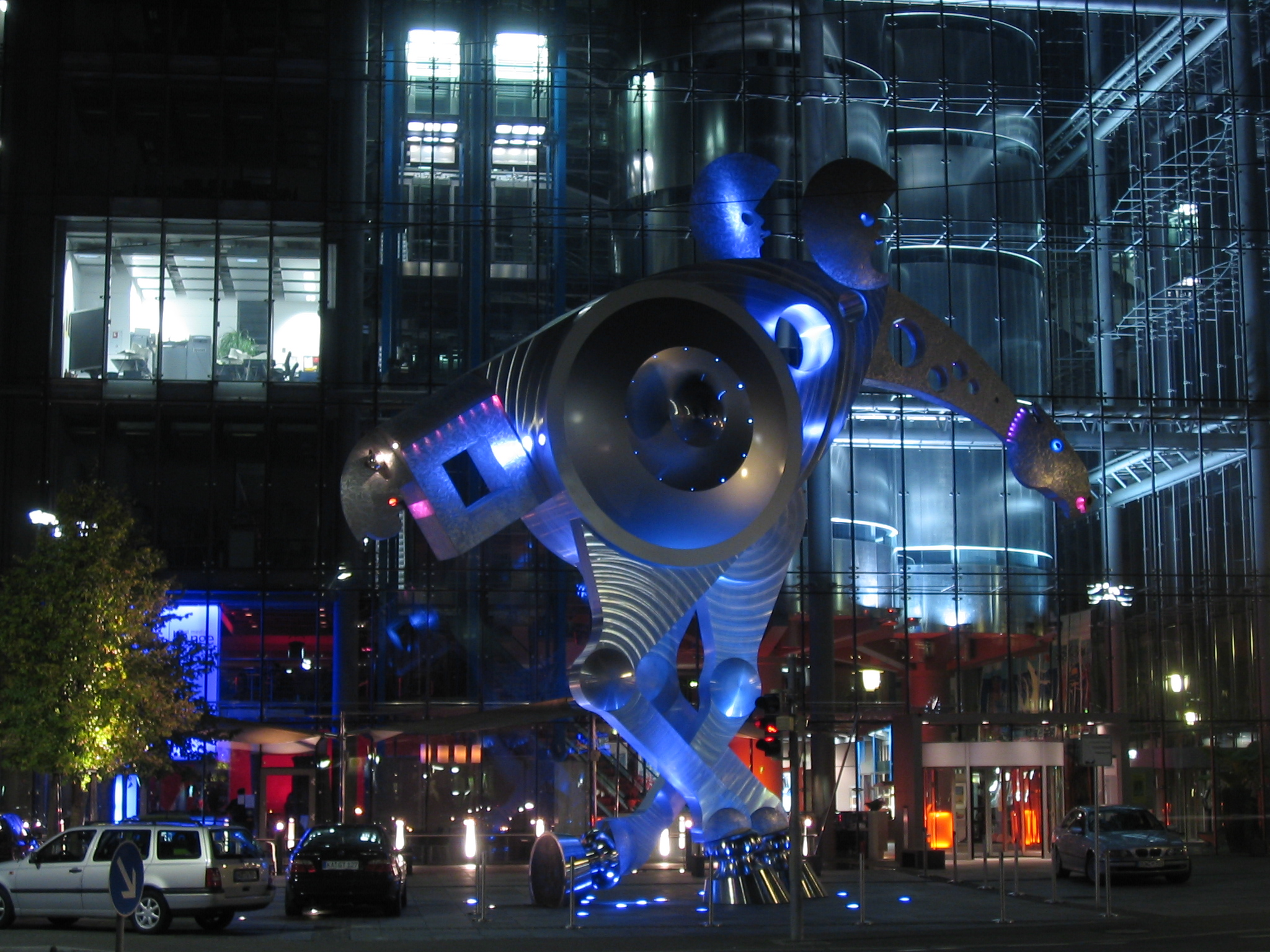
Nachtansicht

Das S-Printing Horse in Heidelberg ist mit 13 Metern Höhe und 90 Tonnen Gewicht eine der größten Pferdeskulpturen der Welt, entworfen vom Bildhauer Jürgen Goertz. Umgesetzt hat die Idee des Bildhauers die Fröhlich Systemautomation GmbH Sondermaschinen- und Vorrichtungsbau mit Sitz im mittelfränkischen Treuchtlingen.
Die Skulptur besteht aus Edelstahl und Aluminium und gelangte durch verschiedene Bearbeitungsverfahren zu ihrer endgültigen Gestalt (gegossen, geschliffen, poliert und teilweise vergoldet, teilweise mit Metallic-Glimmerlack gespritzt). Sie wurde vom Lohnfertiger Kinkele in Ochsenfurt hergestellt und mit sechs Schwertransporten nach Heidelberg gebracht.
Die Skulptur steht seit dem Jahr 2000 auf dem Vorplatz der Print Media Academy, einem ehemaligen Büro- und Schulungsgebäude der Heidelberger Druckmaschinen AG.

## Symbolik
Die Skulptur symbolisiert verschiedene Prozesse in einer Druckerei. So stehen die nachts leuchtenden Augen des Pferdes für das Scannen der Vorlagen (Druckvorstufe); der runde Körper symbolisiert den eigentlichen rotativen Druckprozess, der vom dargestellten Kopf des Druckers überwacht wird; der Schweif des Pferdes ist ein stilisiertes Buch, welches für die Weiterverarbeitungsprozesse steht. Diese drei Prozesse werden ebenfalls in den nur drei Beinen des Pferdes versinnbildlicht, die mehrere Abdrücke auf dem Platz hinterlassen. Das Pferd verfügt außerdem über angedeutete Flügel, die ihm das Galoppieren bei großen Geschwindigkeiten erlauben (Analogie zum Anspruch der Heidelberger Druckmaschinen AG, sehr schnelle Druckmaschinen zu bauen). Der Hals des Pferdes verfügt über mehrere Löcher, die den Aufnahmen der Lager in den Seitenwänden einer Druckmaschine entsprechen. Ganz am Ende ist der Betrachter des Druckprodukts zu erkennen. Weitere gegossene Hufabdrücke der Skulptur befinden sich in Amstetten (Württemberg) am Standort der Gießerei der Heidelberger Druckmaschinen AG und am Standort Ludwigsburg, wodurch der Eindruck vermittelt werden soll, die Skulptur sei in Amstetten losgelaufen. In den gegossenen Hufabdrücken sind reliefartig Fossilien eingearbeitet, die zusätzlich den Bezug zur Schwäbischen Alb mit ihren Fossilien-Fundstätten symbolisieren. Neben verschiedenen realistischen Fossilien tauchen auch Teile des S-Printing Horse selbst als „Fossilien“ in den Hufabdrücken auf.

## Kritik

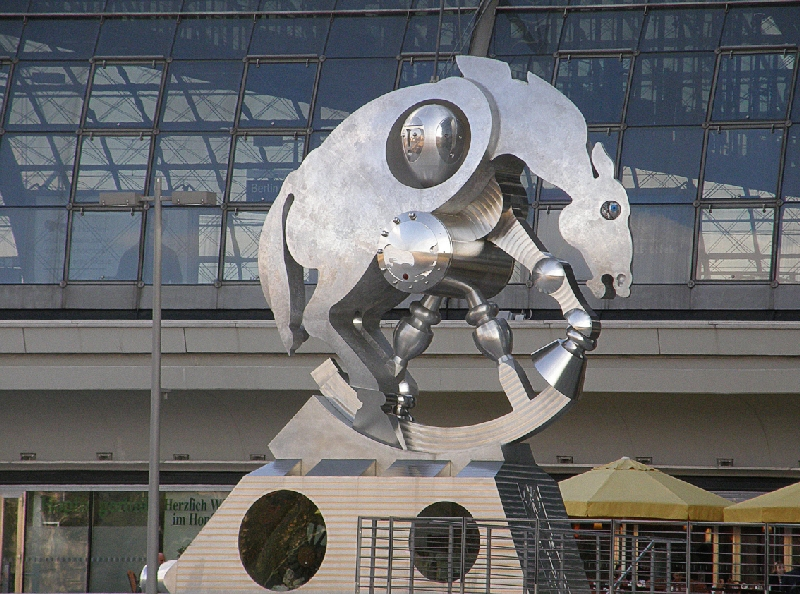
Rolling Horse in Berlin

Die Skulpturen S-Printing Horse und die Skulptur Rolling Horse in Berlin wurden von Unternehmen in Auftrag gegeben, deren Vorstandsvorsitzender zum Zeitpunkt der Auftragserteilung Hartmut Mehdorn war (Heidelberger Druck bzw. Deutsche Bahn). Der Berufsverband Bildender Künstler Berlin kritisierte dies nach der Errichtung von Rolling Horse im Mai 2007 und wies darauf hin, dass sich beide Skulpturen zu stark ähneln.